# Wellington Nogueira Lopes
Wellington Nogueira Lopes (nacido el 1 de junio de 1979) es un exfutbolista brasileño que se desempeñaba como centrocampista.
Jugó para clubes como el Palmeiras, Flamengo, Fluminense, Santos, Cruzeiro, Vegalta Sendai, Yokohama F. Marinos y Atlético Mineiro.

## Trayectoria

### Clubes
| Club                | País   | Año         |
| ------------------- | ------ | ----------- |
| Volta Redonda       | Brasil | 1999        |
| Palmeiras           | Brasil | 2000 - 2002 |
| Flamengo            | Brasil | 2003        |
| Fluminense          | Brasil | 2004        |
| Santos              | Brasil | 2004        |
| Juventude           | Brasil | 2004 - 2005 |
| Cruzeiro            | Brasil | 2005        |
| Vegalta Sendai      | Japón  | 2006 - 2007 |
| Yokohama F. Marinos | Japón  | 2008        |
| Atlético Mineiro    | Brasil | 2009        |
| Juventude           | Brasil | 2009        |
| Monte Azul          | Brasil | 2010        |
| Ceará               | Brasil | 2010        |
| Volta Redonda       | Brasil | 2011        |
| Metropolitano       | Brasil | 2012        |
| São José            | Brasil | 2013        |
| Brasiliense         | Brasil | 2015        |
| Volta Redonda       | Brasil | 2016        |